# Josef Ignác Buček
Josef Ignác Franz Buček nebo Butschek rytíř z Heraltic (6. dubna 1741, Příbor (Freiberg) - 26. března 1821, Praha) byl rakouský osvícenský právník, národohospodář a reformátor, profesor pražské univerzity.

## Život

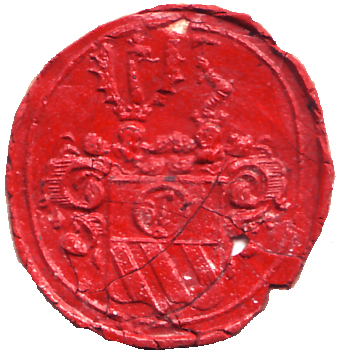
Osobní pečet z r. 1771

Vystudoval filosofii v Olomouci a potom práva na Vídeňské univerzitě u významného osvícenského právního teoretika Josefa von Sonnenfelse. V Sedmileté válce sloužil jako tlumočník, roku 1766 byl jmenován profesorem "kamerálních" (politických) a roku 1775 i hospodářských věd na pražské univerzitě. Od roku 1775 byl také cenzorem politických a zahraničních spisů. Od roku 1772 byl řádným členem c. k. vlastenecko-hospodářské společnosti. Roku 1772 byl jmenován královským radou a po odchodu na odpočinek roku 1807 byl 1810 povýšen do šlechtického stavu s přídomkem „z Heraltic“.

## Dílo
Ve stopách svého učitele Sonnenfelse se zabýval hlavně reformami justice, trestního práva a veřejných institucí. Přeložil do němčiny slavný Beccariův spis „O zločinech a trestech“ z roku 1764, zásadní kritiku trestní praxe s odmítnutím mučení a trestu smrti. Bučkovo pražské vydání, které vyšlo 1765, bylo vůbec prvním překladem této závažné knihy. Napsal pojednání o úkolech zemské vlády při podpoře zemědělství (1766), O policii (1778), Základy lesního hospodářství a dějiny českých veřejných financí.
Založil v Praze-Nuslích na hranici s Vyšehradem usedlost a sad Bučanku, podle níž se jmenuje současná ulice Na Bučance, a v Bubenči upravil rozsáhlé pozemky na sad, nazvaný podle něj „Bučkovy sady“.